# Tautoneura choui
Tautoneura choui är en insektsart som beskrevs av Ma 1983. Tautoneura choui ingår i släktet Tautoneura och familjen dvärgstritar. Inga underarter finns listade i Catalogue of Life.